# Ludias Spitzmaus

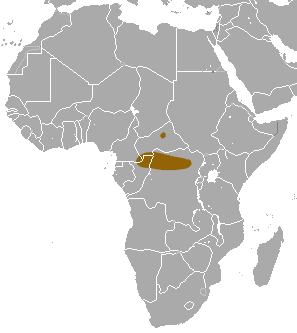
Vermutetes Verbreitungsgebiet der Art

Ludias Spitzmaus (Crocidura ludia) ist ein im zentralen Afrika verbreitetes Säugetier in der Gattung der Weißzahnspitzmäuse. Die Population wurde zeitweilig in die Afrikanische Langschwanz-Spitzmaus (Crocidura dolichura) eingeordnet.

## Merkmale
Zwei Exemplare der Art erreichten eine Kopf-Rumpf-Länge von 63 und 69 mm, eine Schwanzlänge von 53 und 60 mm sowie ein Gewicht von 6,5 g. Die Hinterfüße waren 12 und 14 mm lang und die Länge der Ohren betrug 9 mm. Es kommen Haare, die grau an der Wurzel und braun an den Spitzen sind vor. Auf den Füßen sind wenige dünne Haare vorhanden und der schwarzbraune Schwanz ist mit wenigen kurzen Borsten bedeckt. Im vorderen Bereich ist der Schwanz unten etwas heller. Typisch sind kleine innere Schneidezähne im Oberkiefer und ein großer dritter Molar pro Seite oberseits.

## Verbreitung und Lebensweise
Funde von lebenden Individuen und Resten in Gewöllen von Raubvögeln sind aus der nördlichen Demokratischen Republik Kongo und aus der Zentralafrikanischen Republik bekannt. Vermutlich erreicht Ludias Spitzmaus die nördliche Republik Kongo und das östliche Kamerun. Die Art bewohnt tropische Regenwälder, Galeriewälder und Baumgruppen in Savannen.
Ludias Spitzmaus teilt ihr Revier mit anderen Spitzmäusen wie Crocidura polia, Afrikanische Langschwanz-Spitzmaus und Latonas Spitzmaus, auch wenn sie in Teilen der Zentralafrikanischen Republik dominant ist. Zur Nahrung zählen Käfer, Ameisen, Schmetterlingslarven, Schaben, Doppelfüßer, Webspinnen und Pflanzensamen. Die Spitzmaus fällt mittelgroßen Raubtieren wie der Langnasenmanguste zum Opfer.

## Gefährdung
Regional können sich Landschaftsveränderungen negativ auswirken. Vermutlich ist das Verbreitungsgebiet größer als bisher bekannt. Die IUCN listet die Art als nicht gefährdet (least concern).